# Herpetogramma mimeticalis
Herpetogramma mimeticalis is een vlinder uit de familie van de grasmotten (Crambidae), uit de onderfamilie van de Spilomelinae. De wetenschappelijke naam van deze soort is voor het eerst gepubliceerd in 1901 door Eduard Hering.
De spanwijdte bedraagt 22 millimeter.
De soort komt voor in China en Indonesië (Sumatra).